# Mayall II
Mayall II (NGC-224-G1, SKHB 1, GSC 2788:2139, HBK 0-1, M31GC J003247+393440 ili Andromeda's Cluster) je kuglasti skup koji se nalazi u orbiti oko galaksije Andromede. Udaljenost od Zemlje jest 2.52 milijuna svjetlosnih godina.
Nalazi se na 130.000 svjetlosnih godina od Andromedinog središta. Ono što Mayall II čini drugačijim od ostalih kuglastih skupova jest to što je jako masivan, čak dvostruko masivniji od najmasivnijeg kuglastog skupa koji orbitira Mliječni Put, a to je Omega Centauri. Mayall II također posjeduje nekoliko generacija zvijezda, dok običan kuglasti skup ima samo jednu. Mayall II je najsjajniji kuglasti skup ne samo Andromede, već čitave Mjesne Skupine, a prividna magnituda mu je +13.81. Smatra se da također posjeduje crnu rupu srednje mase ( oko 2 x 104 Sunčevih masa).
Zbog svih prethodno navedenih fizičkih obilježja koja ne posjeduje običan kuglasti skup, smatra se da je Mayall II zapravo ostatak patuljaste galaksije koja se previše približila Andromedi koja je usisala vanjske dijelove te je na kraju ostala samo jezgra koja orbitira oko Andromede.